# 静岡県道195号・山梨県道801号高瀬福士線
静岡県道195号・山梨県道801号高瀬福士線（しずおかけんどう195ごう・やまなしけんどう801ごう たかせふくしせん）は、静岡県静岡市清水区から山梨県南巨摩郡南部町に至る一般県道である。静岡県と山梨県を結ぶ県道であるが、県境区間は未開通となっている。

## 概要

### 路線データ
- 起点：静岡県静岡市清水区清地
- 終点：山梨県南巨摩郡南部町福士（富栄橋西交差点＝山梨県道806号井出停車場線終点）

## 地理

### 通過する自治体
- 静岡県静岡市（清水区） - 山梨県南巨摩郡南部町

### 交差・接続する道路
- 静岡県道75号清水富士宮線（清水区清地）
- 山梨県道802号大向福士線（南部町福士）
- 国道52号（南部町福士・富栄橋西交差点）
- 山梨県道806号井出停車場線（南部町福士・富栄橋西交差点）

### 周辺
- 静岡市立清水中河内小学校
- 南部町立富河小学校
- 南部町立富河中学校
- 富河郵便局